# Diana (chanson de Paul Anka)
Pour les articles homonymes, voir Diana.
Singles de Paul Anka
I Love You, Baby
(1957) That's Right
(1957)
Pistes de Paul Anka's Own Hits
Paul Anka's Greetings
(1) Tell Me If You Love Me
(2)
Diana est une chanson de Paul Anka sortie le 2 juin 1957.

## Reprises
- Frankie Lymon, en 1958, (album Rock 'n' Roll)
- Marcel Mouloudji, en 1958, (EP Mouloudji 12), adaptation de Jacques Plante
- Johnny Hallyday, en 1962, (album Sings America's Rockin' Hits)
- Bobby Rydell, en 1965, (album Somebody Loves You)